# Emmanuel Mutai
Pour les articles homonymes, voir Mutai.
Emmanuel Kipchirchir Mutai (né le 12 octobre 1984) est un athlète kényan, spécialiste du marathon.

## Biographie
Le 22 août 2009, il remporte la médaille d'argent des Championnats du monde de Berlin derrière son compatriote Abel Kirui. Il détient la deuxième meilleure performance mondiale de tous les temps sur le marathon avec 2 h 3 min 13 s, obtenu lors de sa 2e place au marathon de Berlin, le 28 septembre 2014.

## Palmarès
- 2007
  - Vainqueur du Marathon d'Amsterdam en 2 h 6 min 29 s.
- 2009
  -  2e du Marathon des Championnats du monde de Berlin en 2 h 7 min 48 s.
- 2010
  - 2e du Marathon de Londres en 2 h 6 min 23 s.
  - 2e du Marathon de New York en 2 h 9 min 18 s.
- 2011
  - Vainqueur du Marathon de Londres en 2 h 4 min 39 s.
  - 2e du Marathon de New York en 2 h 6 min 28 s.
- 2013
  - 2e du Marathon de Londres en 2 h 6 min 33 s.
  - 2e du Marathon de Chicago en 2 h 6 min 33 s.
- 2014
  - 2e du Marathon de Berlin en 2 h 3 min 13 s.